# Брњарци
Брњарци (мкд. Брњарци) су насеље у Северној Македонији, у северном делу државе. Брњарци припадају градској општини Гази Баба града Скопља. Насеље је североисточно предграђе главног града.

## Географија
Брњарци су смештени у северном делу Северне Македоније. Од најближег већег града, Скопља, насеље је удаљено 12 km североисточно.
Насеље Брњарци је у оквиру историјске области Црногорје и положено је у јужном подножју Скопске Црне Горе. Северно од насеља изидже се планина, а јужно се пружа Скопско поље, које је плодно и густо насељено. Надморска висина насеља је приближно 290 метара.
Месна клима је блажи облик континенталне климе због утицаја Егејског мора (жарка лета).

## Становништво
Брњарци су према последњем попису из 2002. године имали 395 становника.
Претежно становништво у насељу су етнички Македонци (98%), а остало су махом Срби.
Већинска вероисповест је православље.